# Parc national de Cameia
Le parc national de Cameia (ou Kameia) est un parc national de la province de Moxico-Leste en Angola.